# Papouasie-Nouvelle-Guinée aux Jeux olympiques d'été de 2008
La Papouasie-Nouvelle-Guinée participe aux Jeux olympiques d'été de 2008 à Pékin.

## Participants

### Athlétisme

#### Hommes
| Épreuve          | Athlète     | Séries   | Séries | Quarts de finale | Quarts de finale | Demi-finales | Demi-finales | Finale   | Finale |
| Épreuve          | Athlète     | Résultat | Rang   | Résultat         | Rang             | Résultat     | Rang         | Résultat | Rang   |
| ---------------- | ----------- | -------- | ------ | ---------------- | ---------------- | ------------ | ------------ | -------- | ------ |
| 400 mètres haies | Mowen Boino | 51.47    | 6e     | -                | -                | -            | -            | -        | -      |

#### Femmes
| Épreuve    | Athlète   | Séries   | Séries | Quarts de finale | Quarts de finale | Demi-finales | Demi-finales | Finale   | Finale |
| Épreuve    | Athlète   | Résultat | Rang   | Résultat         | Rang             | Résultat     | Rang         | Résultat | Rang   |
| ---------- | --------- | -------- | ------ | ---------------- | ---------------- | ------------ | ------------ | -------- | ------ |
| 100 mètres | Mae Koime | 11.68    | 6e     | -                | -                | -            | -            | -        | -      |

### Boxe
- Jack Willie[1]

| Athlète     | Catégorie                | 16e de finale          | 8e de finale        | Quart de finale     | Demi-finale         | Finale              |
| Athlète     | Catégorie                | Adversaire Résultat    | Adversaire Résultat | Adversaire Résultat | Adversaire Résultat | Adversaire Résultat |
| ----------- | ------------------------ | ---------------------- | ------------------- | ------------------- | ------------------- | ------------------- |
| Jack Willie | Poids mi-mouches (-48kg) | Ruanroeng Défaite 2-14 | -                   | -                   | -                   | -                   |

### Haltérophilie
- Dika Toua, 53 kg dames[2]

### Natation

#### Hommes
- Ryan Pini[3]

#### Femmes
- Anna-Liza Mopio Jane[3]

### Taekwondo
- Theresa Tona, 49 kg dames[4]